# Przebudzenie (album Ani Rusowicz)
Przebudzenie – czwarty album solowy polskiej piosenkarki Ani Rusowicz. Wydawnictwo ukazało się 25 października 2019 roku nakładem Wydawnictwa Agora.
Artystka zainspirowana była podróżami m.in. do Nowego Orleanu.
"Potrzebowałam dużo czasu żeby ta płyta powstała. Musiałam się przebudzić” - mówiła w jednym z wywiadów artystka.
Wszystkie utwory utrzymane są w stylu lat 60/70, a do nagrań użyto instrumentów dętych.
Tekst do utworu „Voodoo” napisała Paulina Przybysz, a tekst do utworu „Baba” napisała Natalia Grosiak.

## Lista utworów
1. „Fake” - 3:45
2. „Tajemnica” - 4:48
3. „Świecie stój” - 4:00
4. „Nerwy” - 3:39
5. „Do lasu” - 4:16
6. „W dali dom” - 5:35
7. „Niepewność” - 4:05
8. „Voodoo” - 3:08
9. „Małżeństwo” - 4:08
10. „Fantasmagoria i ja” - 3:15
11. „Baba” - 4:39
12. „Przebudzenie” (feat. Paulina Przybysz) – 6:07